# Ria Percival
Ria Percival, född den 7 december 1989, är en nyzeeländsk fotbollsspelare som sedan 2018 spelar för engelska West Ham United FC i FA Women's Super League.
Percival har representerat Nya Zeelands landslag i tre raka olympiska spel, 2008, 2012 och 2016. Hon har också deltagit i fyra raka världsmästerskap, 2007, 2011, 2015 och 2019.
Hon innehar rekordet i flest spelade landskamper för Nya Zeelands damlandslag i fotboll.